# Анеуплоїдія
Анеуплоїдія (від грец. ἀνεὖ ― без, ἀπλόος, тут ― кратний та εἶδος ― вигляд), гетероплоїдія ― наявність у клітинах або організмах числа хромосом, некратного гаплоїдному (одинарному). Організми з таким числом хромосом називаються анеуплоїдами. Причиною анеуплоїдії є нерозходження хромосом у мейозі, втрата окремих хромосом у процесі поділу клітини або схрещування поліплоїдів з непарними наборами хромосом. Анеуплоїди з однією додатковою гомологічною (структурно ідентичною) хромосомою називаються трисоміками (їхня хромосомна формула 2n+1), з двома додатковими хромосомами до однієї пари гомологічних хромосом ― тетрасоміками (2n+2), по одній до двох пар ― подвійними трисоміками (2n+1+1). Анеуплоїди, у яких бракує однієї хромосоми, називаються моносоміками (2n-1), двох гомологічних хромосом ― нулісоміками (2n-2). Анеуплоїдія є причиною ряду так званих хромосомних хвороб і деяких природжених виродливостей. Анеуплоїди мають велике значення для селекції рослин і з'ясування ролі окремих хромосом у формуванні ознак. Наприклад, у виду пшениці, що має 42 хромосоми, одержані нулісоміки і трисоміки по кожній з 21 пари гомологічних хромосом, що дало змогу вивчити вплив нестачі кожної пари або наявності додаткової хромосоми на вияв ряду морфологічних ознак.